# Парфёнов, Дионисий Фёдорович
Дионисий Фёдорович Парфёнов (07 июня 1900, Крутец — 26 апреля 1990, Москва) — советский хозяйственный, государственный и политический деятель.

## Биография
Родился в 1900 году в селе Крутец, Аркадского района Саратовской губернии в крестьянской семье. В 1914 году вместе с семьёй переехал в Астрахань. Член КПСС с 1919 года.
Участник Октябрьской революции и Гражданской войны. С 1917 года — на хозяйственной, общественной и политической работе. В 1917—1962 гг. — списчик вагонов на станции Астрахань-1 Уральской железной дороги, руководящий работник железнодорожного транспорта, студент, аспирант, ассистент, доцент, проректор, ректор Московского института инженеров железнодорожного транспорта, начальник Главного управления учебными заведениями
МПС СССР.
Умер в Москве в 1990 году.